# 15389 Geflorsch
15389 Geflorsch este un asteroid din centura principală de asteroizi.

## Descriere
15389 Geflorsch este un asteroid din centura principală de asteroizi. A fost descoperit pe 2 octombrie 1997 la Caussols, în cadrul proiectului ODAS. Asteroidul prezintă o orbită caracterizată de o semiaxă mare de 2,44 ua, o excentricitate de 0,19 și o înclinație de 3,5° în raport cu ecliptica.